# Piłka nożna w Norwegii

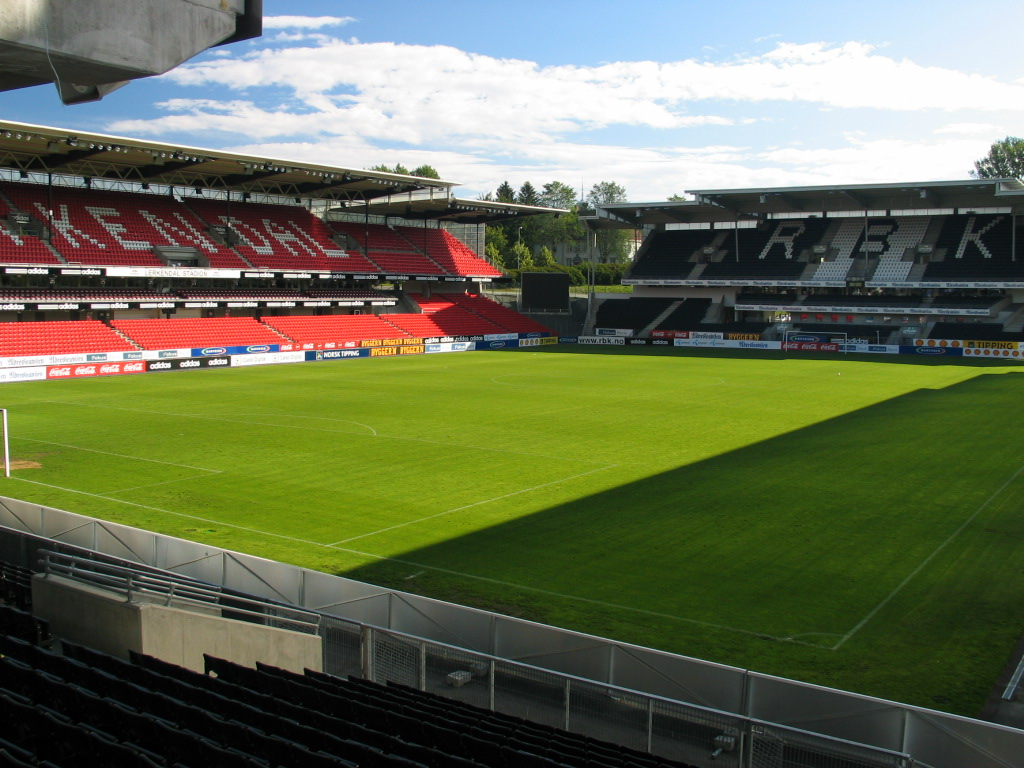
Stadion Lerkendal w Trondheim.

Piłka nożna (norw. Fotball ˈfuːtˌbɔl) jest najpopularniejszym sportem w Norwegii pod względem aktywnego członkostwa (według oglądalności telewizji piłka nożna zajmuje trzecie miejsce, za biathlonem i narciarstwem biegowym). Jej głównym organizatorem na terenie Norwegii pozostaje Norges Fotballforbund (NFF).
Kobieca piłkarska reprezentacja Norwegii zdobyła jeden złoty medal olimpijski (2000).
W Eliteserien grają dwa najbardziej znane kluby świata, takie jak Rosenborg BK i Vålerenga Fotball.

## Historia

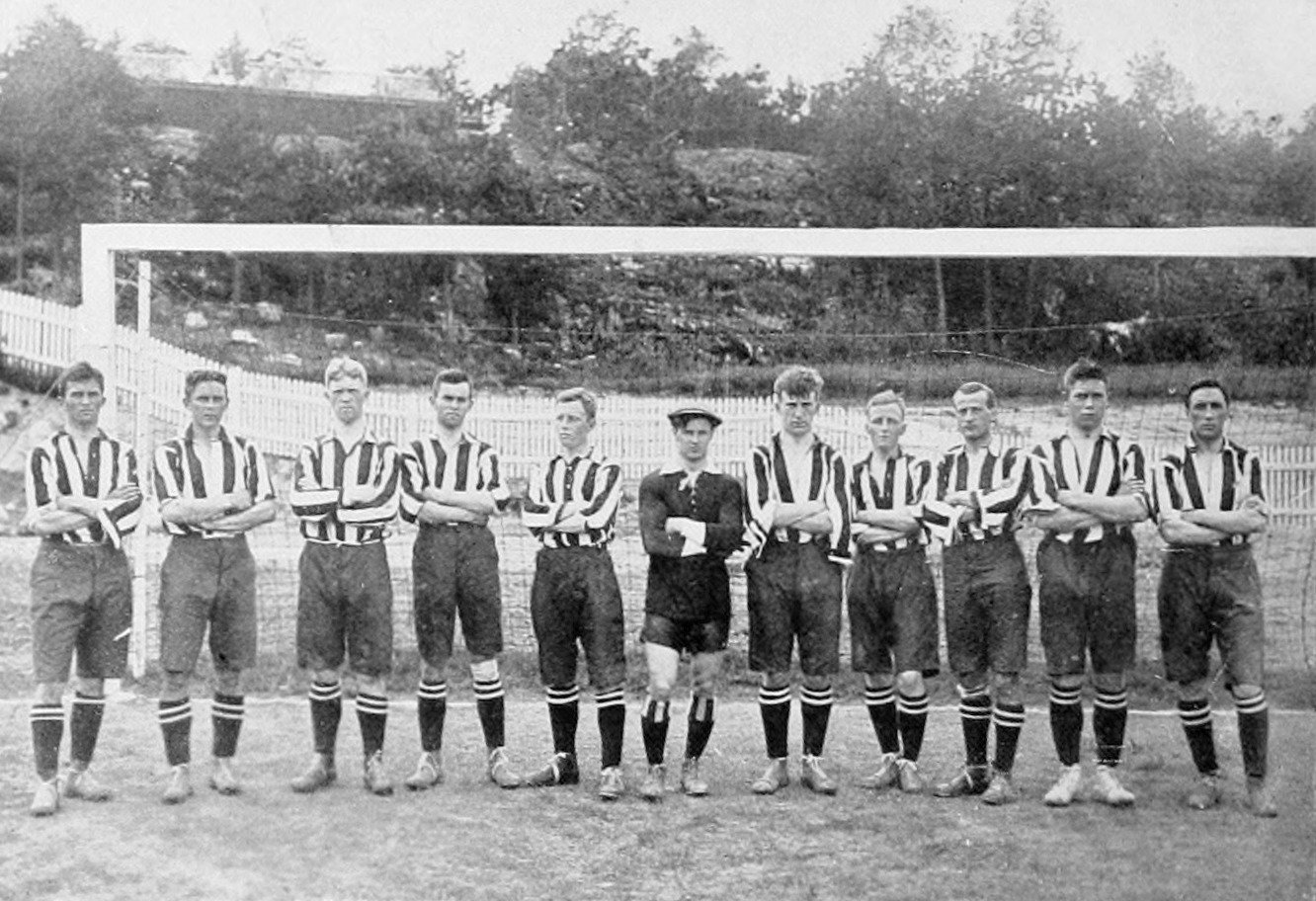
Piłkarska reprezentacja Norwegii na Letnich Igrzyskach Olimpijskich 1912.

Piłka nożna dotarła do Norwegii z Anglii w latach 70. XIX wieku i była uprawiana głównie przez kluby gimnastyczne. W 1885 roku w Skien powstał pierwszy norweski klub piłkarski Odds BK, potem następne. Po założeniu norweskiej federacji piłkarskiej – NFF w 1902 roku, rozpoczął się proces zorganizowania pierwszych rozgrywek o Puchar Norwegii w 1902, jednak nie uzyskał on znaczenia ogólnokrajowego. Pierwsza edycja ligowych Mistrzostw Norwegii (Norgesserien) w sezonie 1937/38, a wstępne rundy stanowiły mistrzostwa okręgów, których zwycięzcy uczestniczyły w turnieju finałowym o tytuł. Przerwana w latach 1940-1947 z powodu II wojny światowej, mistrzostwo wznowione z tą samą formułą w sezonie 1947/48.
W 1948 roku powstała liga, zwana Hovedserien, która została podzielona na dwie grupy, z których dwóch zwycięzców w meczu finałowym walczyły o tytuł mistrzowski. W sezonie 1961/62 rozgrywano mistrzostwa przejściowe w pojedynczej grupie z 16 drużynami.
W 1963 roku została organizowana pierwsza norweska dywizja (1. divisjon) z 10 zespołami i rozgrywany systemem wiosna-jesień. W 1972 roku ligę poszerzono do 12 drużyn.
W 1990 najwyższa liga otrzymała nazwę Tippeligaen. W 2017 liga zmieniła nazwę na Eliteserien. 

## Format rozgrywek ligowych
W obowiązującym systemie ligowym trzy najwyższe klasy rozgrywkowe są ogólnokrajowe (Eliteserien, 1. divisjon, 2. divisjon). Dopiero na czwartym poziomie pojawiają się grupy regionalne.

## Puchary
Rozgrywki pucharowe rozgrywane w Norwegii to:
- Puchar Norwegii (Norgesmesterskapet),
- Superpuchar Norwegii (Superfinalen) - mecz między mistrzem kraju i zdobywcą Pucharu.